# Quirinus Kuhlmann

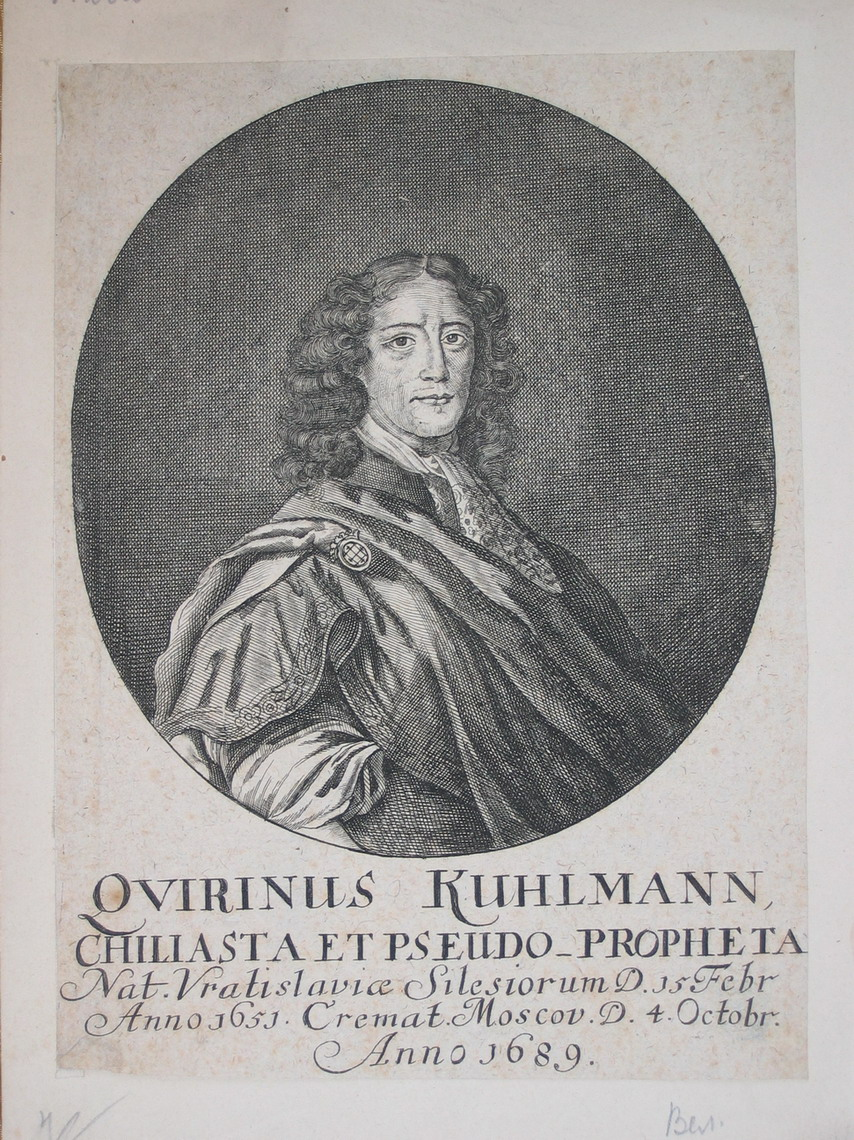
1689 gravure van Quirinus Kuhlmann

Quirinus Kuhlmann (25 februari 1651 – 4 oktober 1689) was een Duitse barokdichter en mysticus, bekend vanwege zijn reizen door heel Europa. Zijn laatste jaren woonde hij in Rusland, waar hij uiteindelijk werd geëxecuteerd omdat hij politiek gevaarlijk werd geacht.

## Afkomst
Geboren in Breslau (Wrocław) in Silezië, zoon van een lutherse koopman, studeerde Quirinus Kuhlmann aan het Maria Magdalena-gymnasium met een beurs, omdat zijn vader al vroeg was overleden.
Als jongen had hij een spraakgebrek en hij werd daarmee geplaagd. Er wordt gesuggereerd dat hij daarom vanaf jonge leeftijd in Breslau in de bibliotheken te vinden was.

## Poëzie en mystiek
Zijn vroege poëzie omvatte onder andere epicedia of grafdichten (1668) en een  epithalamium (huwelijksgedicht, 1668).
In 1669 onderging Kuhlmann een profetisch visioen. Hij studeerde rechten in Jena (1670-1), maar besteedde zijn tijd aan het lezen van mystieke teksten en schreef een verzameling van sonnetten Himmlische Liebes-Küsse (1671), waarin de vereenzelviging van de menselijke geest met Jezus Christus verheerlijkt wordt..
Rond dezelfde tijd werd hij door de profeet Johannes Rothe aangezocht als een van diens standaarddragers in het "volk van de standaard".
Hij ontving in 1672 ook erkenning als hofdichter van de Keizer Leopold I (poeta laureates).
In Leiden, waar hij zijn dissertatie zou verdedigen, bekeerde hij zich tot het mysticisme van Jakob Böhme in 1673.

## Martelaarschap
Kuhlmann reisde naar Moskou in 1689 om de Russische tsaar Ivan V over te halen tot zijn alliantie toe te treden. Hij werd daar door Joachim Meinecke, de leider van de Moskouse Lutheranen, beschuldigd van theologische en politiek gevaarlijke dwalingen. Hij werd gearresteerd, gemarteld en uiteindelijk op de brandstapel verbrand als ketter.